# Liste der Gedenksteine für NS-Opfer im Jihomoravský kraj

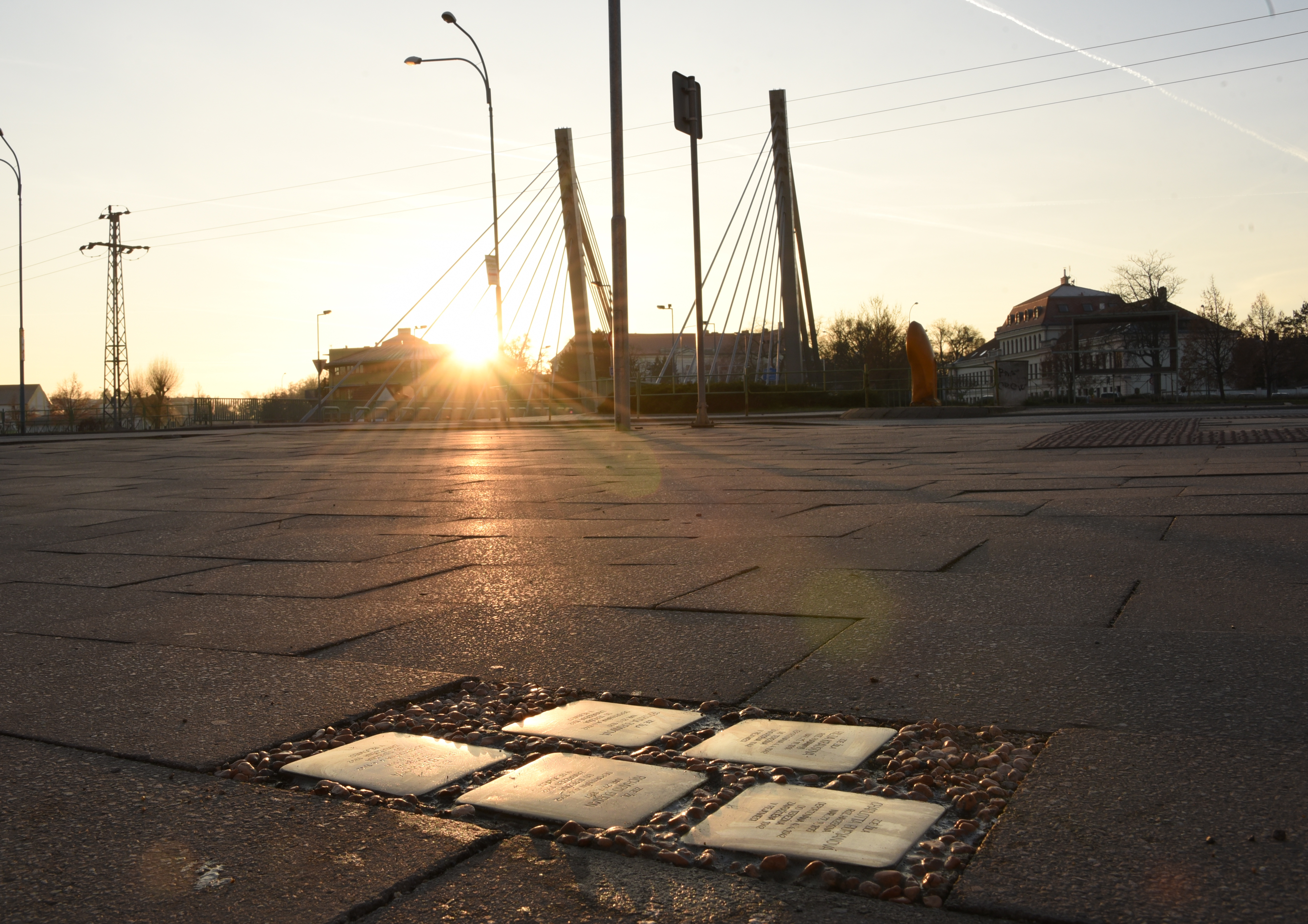
Gedenksteine für fünf ermordete Mitglieder der Familie Burian in Židlochovice

Die Liste der Gedenksteine für NS-Opfer im Jihomoravský kraj enthält Gedenksteine, die im Südmähren gelegenen Jihomoravský kraj in Tschechien verlegt wurden. Sie erinnern an das Schicksal von Menschen aus diesem kraj, die in der Zeit des Nationalsozialismus von den Nationalsozialisten ermordet wurden. Die Gedenksteine bestehen aus in den Boden verlegten kleinen Gedenktafeln. Ihre Form erinnert an die Stolpersteine von Gunter Demnig.

## Verlegte Gedenksteine

### Miroslav
In Miroslav wurden drei Gedenksteine verlegt.
| Gedenkstein | Übersetzung | Verlegeort      | Name, Leben                                         |
| ----------- | --- | --------------- | --------------------------------------------------- |
|             | HIER LEBTE HANA HERZOGOVÁ GEB. 23.9.1925 DEPORTIERT 22.12.1942 NACH THERESIENSTADT ERMORDET 1943 IN AUSCHWITZ                      | Kostelní 203/22 | Hana Herzogová (1925–1943)                          |
|             | HIER LEBTE MARTA HERZOGOVÁ GEB. WEINBERGEROVÁ GEB. 13.10.1898 DEPORTIERT 22.12.1942 NACH THERESIENSTADT ERMORDET 1943 IN AUSCHWITZ | Kostelní 203/22 | Marta Herzogová, geborene Weinbergerová (1898–1943) |
|             | HIER LEBTE RUTH HERZOGOVÁ GEB. 9.1.1932 DEPORTIERT 22.12.1942 NACH THERESIENSTADT ERMORDET 1943 IN AUSCHWITZ                       | Kostelní 203/22 | Ruth Herzogová (1932–1943)                          |

### Židlochovice
In Židlochovice wurden sieben Gedenksteine verlegt.
| Gedenkstein | Übersetzung | Verlegeort         | Name, Leben |
| ----------- | --- | ------------------ | --- |
|             | HIER LEBTE RICHARD BURIAN GEB. 27.7.1887 DEPORTIERT 4.4.1942 NACH THERESIENSTADT ERMORDET 1942 IN REJOWIEC                     | Náměstí Míru 156 · | Richard Burian wurde am 27. Juli 1887 geboren. Er wurde gemeinsam mit seiner Familie am 4. April 1942 mit Transport Ah von Brno ins Ghetto Theresienstadt deportiert. Seine Transportnummer war 502. Noch im selben Jahr wurde er mit Transport Ap in das Ghetto Rejowiec deportiert und dort ermordet. Seine zweite Transportnummer war 524. |
|             | HIER LEBTE CHARLOTTA BURIANOVÁ GEB. HACZEKOVÁ GEB. 27.9.1875 DEPORTIERT 4.4.1942 NACH THERESIENSTADT ERMORDET 1942 IN REJOWIEC | Náměstí Míru 156 · | Charlota Burianová geb. Haczeková, auch Charlotta, wurde am 29. September 1875 geboren. Sie wurde gemeinsam mit ihrer Familie am 4. April 1942 mit Transport Ah von Brno ins Ghetto Theresienstadt deportiert. Ihre Transportnummer war 501. Noch im selben Jahr wurde sie mit Transport Ap in das Ghetto Rejowiec deportiert und dort ermordet. Ihre zweite Transportnummer war 523. |
|             | HIER LEBTE GERTRUDA BURIANOVÁ GEB. 29.5.1920 DEPORTIERT 4.4.1942 NACH THERESIENSTADT ERMORDET 1942 IN REJOWIEC                 | Náměstí Míru 156 · | Gertruda Burianová wurde am 29. Mai 1920 geboren. Sie wurde gemeinsam mit ihrer Familie am 4. April 1942 mit Transport Ah von Brno ins Ghetto Theresienstadt deportiert. Ihre Transportnummer war 505. Noch im selben Jahr wurde sie mit Transport Ap in das Ghetto Rejowiec deportiert und dort ermordet. Ihre zweite Transportnummer war 527. |
|             | HIER LEBTE IRMA BURIANOVÁ GEB. STEINOVÁ GEB. 1.5.1890 DEPORTIERT 4.4.1942 NACH THERESIENSTADT ERMORDET 1942 IN REJOWIEC        | Náměstí Míru 156 · | Irma Burianová geb. Steinová wurde am 1. Mai 1890 geboren. Sie wurde gemeinsam mit ihrer Familie am 4. April 1942 mit Transport Ah von Brno ins Ghetto Theresienstadt deportiert. Ihre Transportnummer war 503. Noch im selben Jahr wurde sie mit Transport Ap in das Ghetto Rejowiec deportiert und dort ermordet. Ihre zweite Transportnummer war 525. |
|             | HIER LEBTE HILDA KRAUSOVÁ GEB. BURIANOVÁ GEB. 27.10.1914 DEPORTIERT 4.4.1942 NACH THERESIENSTADT ERMORDET 1942 IN REJOWIEC     | Náměstí Míru 156 · | Hilda Krausová geb. Burianová wurde am 27. Oktober 1914 geboren. Sie wurde gemeinsam mit ihrer Familie am 4. April 1942 mit Transport Ah von Brno ins Ghetto Theresienstadt deportiert. Ihre Transportnummer war 504. Noch im selben Jahr wurde sie mit Transport Ap in das Ghetto Rejowiec deportiert und dort ermordet. Ihre zweite Transportnummer war 526. |
|             | HIER LEBTE ALFRED STEINER GEB. 18.11.1875 DEPORTIERT 4.4.1942 NACH THERESIENSTADT ERMORDET 1942 IN WARSCHAU                    | Náměstí Míru 27 ·  | Alfred Steiner wurde am 18. November 1875 geboren und wurde ein Kaufmann in Židlochovice. Er heiratete Olga Rosenbergerová. Nach dem Einmarsch der deutschen Truppen musste Alfred Steiner seine Kolonialwarenhandlung einem „Treuhänder“ übergeben. Am 30. März 1942 wurden Alfred Steiner und seine Ehefrau gezwungen, ihre Heimatstadt zu verlassen. Sie wurden nach Brünn deportiert. Am 4. April 1942 wurden beide mit dem Transport Ah von Brünn ins Ghetto Theresienstadt deportiert. Die Transportnummer von Alfred Steiner war 499. Am 25. April 1942 wurde das Ehepaar mit dem Transport An vom Theresienstadt ins Warschauer Ghetto deportiert. Die Transportnummer von Alfred Steiner war 839. Diesmal befanden sich 1000 Frauen und Männer im Zug, überlebt haben davon 11. Steiner wurde noch 1942 vom NS-Regime ermordet. |
|             | HIER LEBTE OLGA STEINEROVÁ GEB. BURIANOVÁ GEB. 1.1.1887 DEPORTIERT 4.4.1942 NACH THERESIENSTADT ERMORDET 1942 IN WARSCHAU      | Náměstí Míru 27 ·  | Olga Steinerová geb. Rosenbergerová, wurde am 1. Januar 1887 geboren. Sie heiratete den Kaufmann Alfred Steiner. Am 30. März 1942 wurden Olga Steinerová und ihr Ehemann gezwungen, ihre Heimatstadt zu verlassen. Sie wurden nach Brünn deportiert. Am 4. April 1942 wurden beide mit dem Transport Ah von Brünn ins Ghetto Theresienstadt deportiert. Die Transportnummer von Olga Steinerová war 500. Am 25. April 1942 wurde das Ehepaar mit dem Transport An von Theresienstadt ins Warschauer Ghetto deportiert. Die Transportnummer von Olga Steinerová war 840. Sie wurde noch 1942 vom NS-Regime ermordet. |

## Verlegedaten
- 9. März 2024: Miroslav